# Weißbartlangur
Der Weißbartlangur (Semnopithecus vetulus) ist eine Primatenart aus der Gruppe der Schlankaffen und ist eine der zwei Arten, in die die Untergattung Violettgesichtige Languren (Kasi) innerhalb der Gattung der Indischen Languren (Semnopithecus) aufgeteilt wird.

## Merkmale
Weißbartlanguren sind schlanke, langschwänzige Primaten mit stark verkleinerten Daumen. Ihr Fell ist normalerweise schwarzbraun gefärbt, namensgebendes Merkmal sind die weißen Haare, die das schwarze, unbehaarte Gesicht umrahmen. Diese Tiere erreichen eine Kopf-Rumpf-Länge von etwa 45 bis 60 cm (Weibchen) und 50 bis 65 cm (Männchen), eine durchschnittliche Schwanzlänge von 62 bis 82 cm (Weibchen) und 67 bis 85 cm (Männchen) sowie ein Gewicht von 3,8 bis 9,3 kg (Weibchen) und 3,4 bis 9,4 kg (Männchen). Im Süden Sri Lankas, im Distrikt Matara, kommt eine Population mit einem teilweise weiß gefärbten Fell vor.

## Verbreitung und Lebensraum

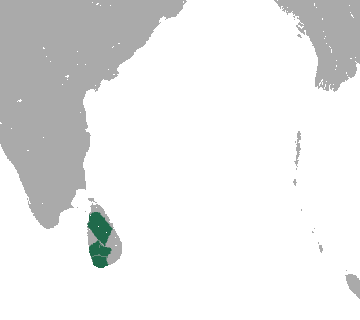
Verbreitungsgebiet des Weißbartlanguren

Weißbartlanguren sind auf Sri Lanka endemisch. Ihr Lebensraum sind Wälder, sie kommen in verschiedenen Waldtypen vor, darunter Regenwälder und Gebirgswälder bis in 2000 Meter Seehöhe.

## Lebensweise
Weißbartlanguren sind wie alle Altweltaffen tagaktiv, sie leben vorwiegend auf Bäumen, kommen jedoch manchmal kurz auf den Boden. Sie bewegen sich im Geäst vorwiegend vierbeinig fort, sind aber auch gute Springer. Sie bilden Haremsgruppen, das heißt, ein Männchen lebt mit ein bis sieben Weibchen und den dazugehörigen Jungtiere. Die restlichen Männchen bilden Junggesellengruppen aus 2 bis 14 Affen. Es sind territoriale Tiere, die auf andere Gruppen aggressiv reagieren. Männchen aus Junggesellengruppen können den Anführer einer Haremsgruppe angreifen, um die Herrschaft über dessen Gruppe zu übernehmen. Gelingt dies, kommt es oft zum Infantizid, das heißt, der neue Anführer tötet die Kinder seines Vorgängers, um selbst mit den Weibchen Nachwuchs zeugen zu können.
Diese Primaten ernähren sich vorwiegend von Blättern, nehmen aber auch Früchte, Samen und Blüten zu sich. Wie alle Schlankaffen haben sie einen mehrkammerigen Magen zur besseren Verwertung der schwer verdaulichen Pflanzennahrung.

## Fortpflanzung
Nach einer 195- bis 210-tägigen Tragzeit bringt das Weibchen ein einzelnes Jungtier zur Welt. Dieses hat zunächst ein graubraunes Fell, das erst nach mehreren Wochen die Erwachsenenfärbung annimmt. Nach sieben bis acht Monaten wird das Junge entwöhnt, die Geschlechtsreife tritt mit rund 4 Jahren ein. Die jungen Männchen müssen dann ihre Geburtsgruppe verlassen.

## Systematik
Der Weißbartlangur bildet zusammen mit dem Nilgiri-Langur Südindiens die Untergattung Kasi innerhalb der Languren. Die systematische Stellung dieser Untergattung ist umstritten, sie scheint zwischen den Hanuman-Languren (Gattung Semnopithecus) und den Haubenlanguren (Gattung Trachypithecus) zu vermitteln. Auch die Färbung der Neugeborenen, die ansonsten ein gutes Kriterium der verschiedenen Langurengattungen ist, ist bei Kasi nicht eindeutig. Geissmann (2003) sowie Mittermeier, Rylands & Wilson (2013) ordnen den Nilgiri-Langur unter Semnopithecus ein, Wilson & Reeder (2005) hingegen unter Trachypithecus.
Es werden vier Unterarten anerkannt, die sich so deutlich voneinander unterscheiden, dass sie auch als unterschiedliche Arten angesehen werden können:

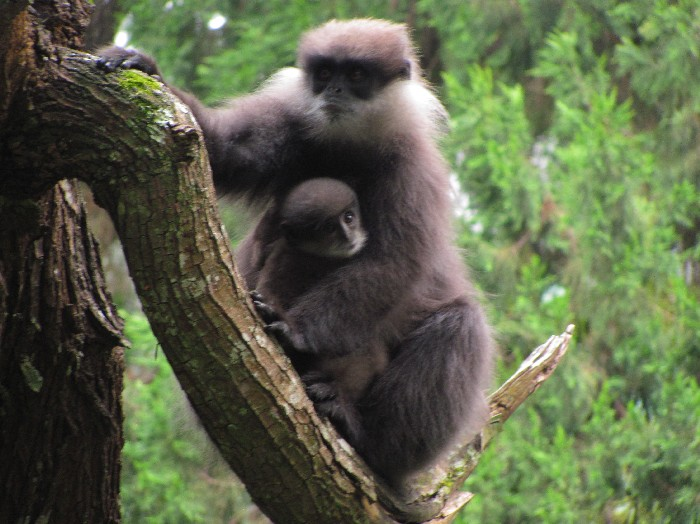
S. v. monticola

- Semnopithecus vetulus vetulus Erxleben, 1777, lebt im feuchten Südwesten Sri Lankas zwischen den Flüssen Kalu und Rama. Das Verbreitungsgebiet erstreckt sich bis in Höhen von 1000 Metern und ist weniger als 5000 km² groß.
- Semnopithecus vetulus monticola Kelaart, 1850, kommt in den Bergen Zentral-Sri Lankas in Höhen von 1000 bis 2200 Meter vor.
- Semnopithecus vetulus nestor Bennett, 1833, sein Verbreitungsgebiet liegt im feuchten Westen von Sri Lanka nördlich des Kalu und reicht bis in Höhen von 1000 Meter. Diese Unterart zählt zu den 25 am schwersten bedrohten Primatentaxa.[3]
- Semnopithecus vetulus philbricki Phillips, 1927, lebt im trockenen Norden und Osten Sri Lankas vom Osten Matales bis Madulkele bis in Höhen von 1500 Meter.

Eine fünfte Unterart, Semnopithecus vetulus harti Deraniyagala, 1955 wird von einigen Experten ebenfalls anerkannt. Sie ähnelt S. v. philbricki, ist aber dunkler und mehr rötlichbraun.

## Bedrohung
Die Rodung der Wälder und zu einem geringeren Ausmaß die Bejagung haben zu einem Rückgang der Populationen geführt. Ihr Verbreitungsgebiet ist zerstückelt, die Art wird von der IUCN als stark gefährdet (endangered) gelistet.